# Telecine Fun
Telecine Fun é um canal de televisão por assinatura brasileiro possuida pela Rede Telecine. O canal exibe filmes de comédia, comédia romântica, animações e desenhos animados. Originalmente no idioma original com legendas, mas desde 2012 em versão dublada. O canal estreou no dia 22 de outubro de 2010, é o retorno do TC 4/Happy, com filmes anteriormente apresentados no Telecine Happy (atual Telecine Pipoca) e Telecine Light (atual Telecine Touch, que retornou ao formato Telecine 3/Emotion de drama e romance).
Os filmes exibidos no Telecine Fun são exibidos em formato 16:9 Widescreen.